# Kerikeri
Kerikeri, il principale centro della regione di Northland sull'Isola del Nord della Nuova Zelanda, è una popolare località turistica situata a circa 240 chilometri a nord della capitale neozelandese Auckland. Viene spesso chiamata Culla della nazione (Cradle of the Nation in inglese) per essere stata il sito della prima stazione missionaria permanente della Nuova Zelanda e per ospitare alcuni degli edifici più antichi del Paese.
Centro in rapida espansione di orticoltura di specie subtropicali e affini, Kerikeri si trova nel distretto di Far North, nel nord dell'Isola del Nord, all'estremità occidentale della baia di Kerikeri, un'insenatura nella parte nord-occidentale della baia delle Isole in cui sfocia il fiume Kerikeri. Kerikeri sta sperimentando una rapida crescita: il censimento del 2001 ha infatti registrato una popolazione di 4 878, con un aumento del 16,3% rispetto al 1996. Al censimento del 2006 la popolazione si attestava sui 5 856 abitanti, con un'ulteriore crescita demografica del 20%, mentre il censimento del 2013 ha mostrato un aumento di un ulteriore 11% portando i residenti ad un numero pari a 6 507.

## Infrastrutture e trasporti
L'aeroporto di Kerikeri, situato a circa 4,2 chilometri a nord del centro città alle coordinate 35°16′S 173°55′E, è ufficialmente conosciuto come Bay of Islands Airport. L'infrastruttura è servita da Air New Zealand con voli da e per Auckland.